# Pseudodiamerus striatus
Pseudodiamerus striatus is een keversoort uit de familie snuitkevers (Curculionidae). De wetenschappelijke naam van de soort werd in 1933 gepubliceerd door Hans Eggers.